# Elefante de guerra
Los elefantes de guerra fueron un arma importante, aunque no demasiado frecuente, en la historia militar de la Antigüedad. Eran utilizados normalmente para cargar contra el enemigo, para pisotear a grupos de enemigos o romper sus líneas. Se podían emplear tanto elefantes machos como hembras. Los machos son animales más grandes, pero a menudo por su agresividad y su nerviosismo, sobre todo en época de apareamiento, no eran fáciles de manejar.

## Historia

### Primeros usos: India, China y Persia
Las primeras noticias de doma de elefantes provienen del valle del Indo hace alrededor de 4000 años. La especie más usada era el elefante índico, de menor tamaño y más fácil de adiestrar que el africano, que no se utilizó más que en contadas ocasiones.
Los primeros ejemplares adiestrados, por lo tanto, pertenecían a la especie Elephas maximus, y fueron empleados en las labores agrícolas. Sin embargo, se sabe que ya existían elefantes de guerra hacia el año 1100 a. C., porque se mencionan en varios himnos sánscritos. También es posible que la dinastía Shang de China hubiese adiestrado a los elefantes para la guerra alrededor de esa época, puesto que se sabe que había elefantes adiestrados por los humanos en la zona del río Amarillo.

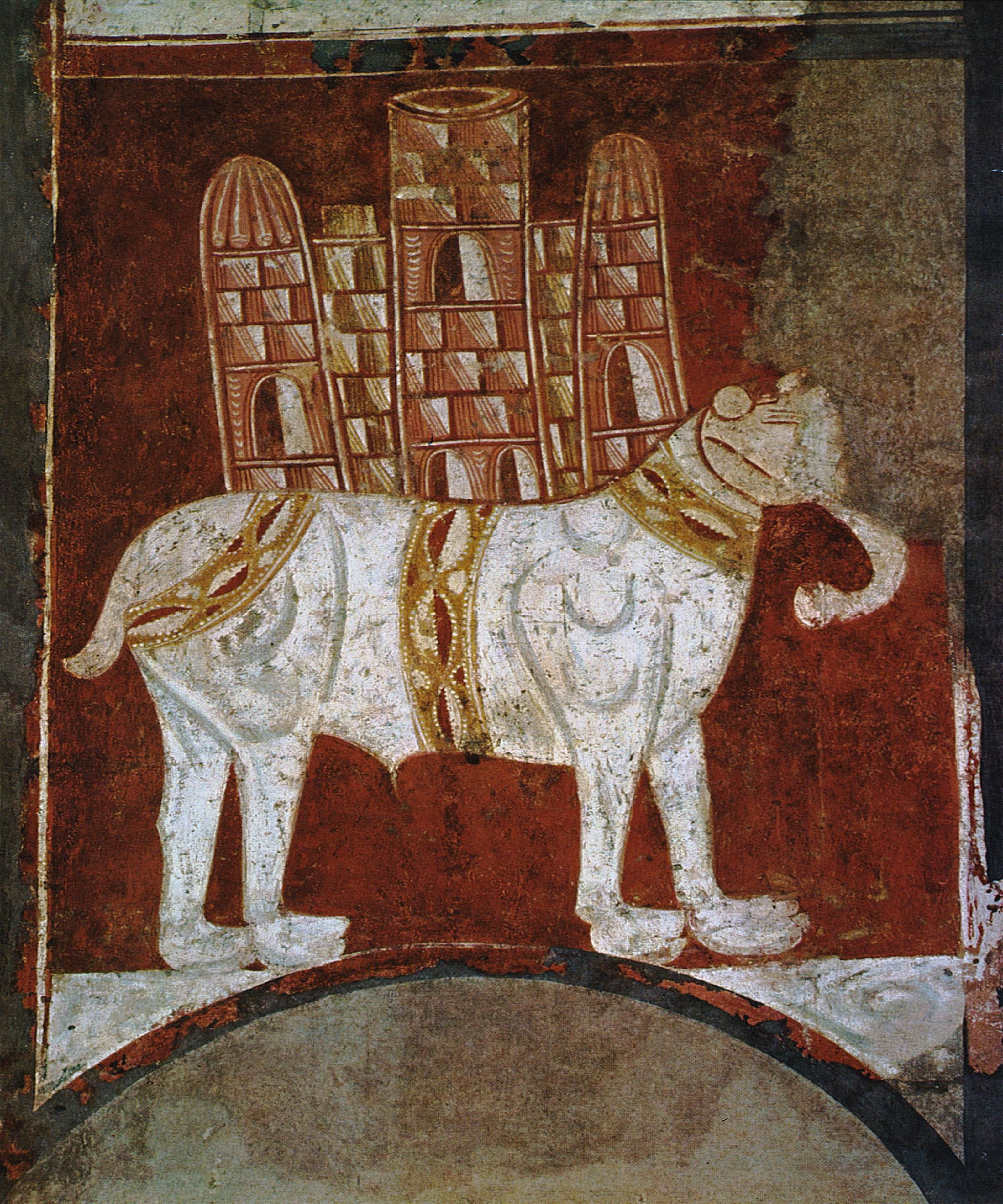
Fresco románico de la ermita de San Baudelio de Berlanga (actualmente en el Museo del Prado), que representa un elefante de guerra.

Desde Oriente, el uso militar de los elefantes pasó al Imperio persa, donde fueron empleados en varias campañas. Posiblemente la batalla de Gaugamela, que enfrentó, el 1 de octubre de 331 a. C., al rey persa Darío III con Alejandro Magno fuese el primer contacto de un ejército europeo con los elefantes de guerra. Los quince animales, situados en el centro de las líneas persas, causaron entre los soldados macedonios una impresión tal que Alejandro sintió la necesidad de hacer un sacrificio al dios del miedo, Fobos, la noche anterior a la batalla. Gaugamela fue el mayor de los éxitos de Alejandro, pero los elefantes enemigos le impresionaron hasta el punto de que, en sus campañas posteriores, los incorporó a su propio ejército. Cinco años después, en la batalla del Hidaspes contra el rey Poros, Alejandro sabía perfectamente cómo enfrentarse a los elefantes en combate, si bien todavía no contaba con elefantes entre sus filas. Poros, que gobernaba Punjab, Pakistán, utilizó 200 elefantes en la batalla, que pusieron en problemas a Alejandro, aunque logró salir victorioso.
Por entonces, el reino de Magadha, situado al este de la India y Bengala, contaba con 6000 elefantes de guerra. El monarca Chandragupta Maurya llegaría a tener más tarde 9000 elefantes. Este número era mucho mayor que a los que se habían enfrentado hasta entonces, lo que afectó la moral de los hombres de Alejandro y, en parte, fue la razón de que no siguiese con la conquista de la región.
Gracias a su éxito en las batallas, el uso militar de los elefantes se extendió por el mundo. Los sucesores de Alejandro, los Diádocos, utilizaron cientos de elefantes en sus campañas. Los egipcios y cartagineses iniciaron el adiestramiento de elefantes africanos para la guerra, al igual que los númidas y los kushitas. La especie elegida fue el elefante de la selva, concretamente el norteafricano, que terminaría casi por extinguirse a causa de su sobreexplotación. El elefante de la sabana africana, mayor que el de la selva, era mucho más difícil de adiestrar, y solamente fue usado en contadas ocasiones. Los elefantes que emplearon los egipcios en la batalla de Rafia en 217 a. C., eran menores que sus contrincantes asiáticos y, sin embargo, les dieron la victoria frente a Antíoco III Megas de Siria.

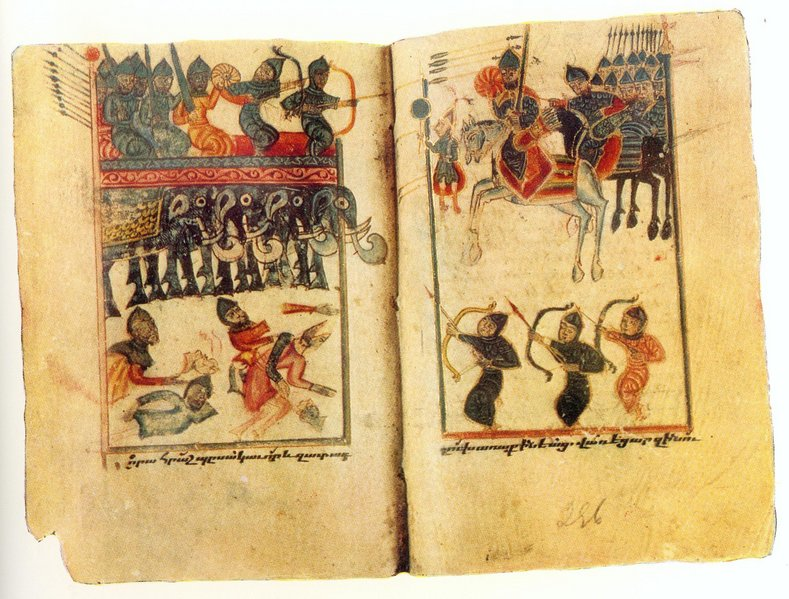
Miniatura medieval armenia que representa a los elefantes del Imperio sasánida en la batalla de Avarayr.

En la historia de Sri Lanka aparecen los elefantes como monturas de los reyes que dirigían a sus hombres en el campo de batalla. El elefante Kandula fue la montura del rey Dutthagamani (200 a. C.) y "Maha Pabbata" la montura del rey Elahara en su histórico encuentro en la batalla.
Plinio el Viejo, uno de los grandes historiadores romanos, en el libro 6 de sus 37 volúmenes de historia dice que Megástenes había recogido la opinión de Onesícrito de que los elefantes de Sri Lanka eran más grandes, fieros y mejores para el combate que cualquier otro. Por ello y por la proximidad de los elefantes al mar, Sri Lanka comenzó a explotar un lucrativo negocio de venta de elefantes. Incluso en tiempos de paz se utilizaba el aplastamiento por elefante para dar muerte a traidores y otros criminales.

### Roma
En Europa, los elefantes se usaron contra la República romana por Pirro de Epiro en la batalla de Heraclea, en 280 a. C.. En 220 a. C., fueron utilizados en Hispania por el cartaginés Aníbal Barca para vencer a una coalición de tribus meseteñas en la batalla del Tajo. El mismo general los emplearía posteriormente durante la segunda guerra púnica. Los elefantes de Cartago que Aníbal guio a través de los Alpes, aterrorizaron a las legiones romanas. Sin embargo, los romanos encontraron un modo de contrarrestar el efecto devastador de la carga de los elefantes. En la batalla de Zama (202 a. C.), la carga de los elefantes resultó inútil cuando los manípulos romanos se hicieron a un lado y les permitieron pasar. Siglo y medio después, en la batalla de Tapso (46 a. C.), Julio César armó a los soldados de la Legión V con hachas para herir las patas de los elefantes. La legión fue capaz de resistir el ataque y el elefante se convirtió en adelante en su símbolo. La batalla de Tapso fue la última vez que los elefantes tuvieron un uso militar en Occidente.
Se decía que los cerdos eran un arma más efectiva contra los elefantes. Plinio el Viejo comenta que "los elefantes se asustan del menor chillido de un cerdo" (VIII, 1.27). El sitio de Megara fue roto cuando los megarenses vertieron aceite sobre una piara de cerdos, les prendieron fuego y los lanzaron contra los elefantes de guerra enemigos. Los elefantes se desbocaron, aterrorizados por los chillidos de los cerdos llameantes. 
El Imperio parto utilizó ocasionalmente a los elefantes de guerra en sus batallas contra el Imperio romano, pero su importancia fue mucho mayor en tiempos del Imperio sasánida. Los sasánidas emplearon a estas bestias en muchas de sus campañas contra sus enemigos occidentales, siendo una de las más memorables la batalla de Avarayr, en la que los elefantes del Imperio causaron el pánico y aplastaron a los rebeldes armenios. Otro ejemplo es la batalla de al-Qadisiyya, en donde intervino gran número de elefantes.

### Edad Media
En la Edad Media, rara vez se usaron elefantes de guerra en Europa. Carlomagno poseía un elefante, Abul-Abbas, regalo del califa abásida Harún al-Rashid, y lo llevó consigo en sus campañas en Dinamarca en 804. También Federico II Hohenstaufen tuvo la oportunidad de capturar un elefante en Tierra Santa en el marco de las cruzadas, para luego llegar a utilizarlo en la toma de Cremona de 1214.

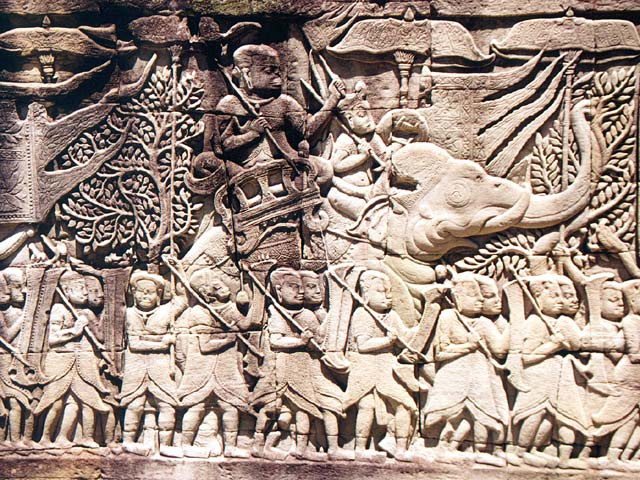
Bajorrelieve camboyano donde se representa un antiguo ejército que incluye un elefante de guerra.

En Oriente, en cambio, el uso militar de los elefantes continuó. Gracias a los elefantes de un sultanato indio casi se puso fin a las conquistas de Tamerlán. En 1398, el ejército de Tamerlán se enfrentó en batalla a más de un centenar de elefantes y estuvo a punto de ser derrotado por el miedo que cundió entre sus soldados. Las crónicas históricas relatan que los turcos vencieron gracias a una ingeniosa estrategia: Tamerlán ordenó que se cargasen camellos con balas de paja a las que se prendió fuego. El humo asustó a los animales, que corrieron despavoridos hacia las filas enemigas, donde asustaron a su vez a los elefantes indios; estos abandonaron sus posiciones y cargaron contra su propio ejército en su huida. Otra crónica de la misma campaña, escrita por Ahmed ibn Arabshah, relata que Tamerlán cubrió el campo de batalla con puntales de hierro gigantes que impidieron la carga de los elefantes. Posteriormente, Tamerlán incorporó estos animales a su ejército y se sirvió de ellos en las campañas contra los turcos otomanos en Anatolia.
Está documentado que el rey Rajasinghe I empleó una falange de 2200 elefantes durante el asedio de la fortaleza portuguesa de Colombo (Sri Lanka) en 1558. El entrenamiento de los elefantes y sus mahouts en la isla correspondía en exclusiva al clan Kuruwe.
Sin embargo, con la extensión del uso de la pólvora en el siglo XV, las cargas de elefantes de guerra comenzaron a volverse obsoletas, ya que podían ser abatidos fácilmente con un disparo de cañón. Durante la Guerra de Secesión de Estados Unidos, el rey de Siam ofreció el servicio de sus animales al presidente Abraham Lincoln, cosa que este rechazó.
Los elefantes siguieron usándose, aunque no en batalla, con fines militares hasta durante la Segunda Guerra Mundial, en aquellos casos en los que los animales podían realizar trabajos en lugares que hubieran sido muy dificultosos para la maquinaria.

## Uso táctico
Los elefantes servían para muchos fines. Dado su enorme tamaño, podían llevar cargas muy pesadas, lo que hacía de ellos un utilísimo medio de transporte hasta que los sustituyeron los medios mecánicos. En batalla, solían ubicarse en el centro de las líneas, donde se usaban tanto para repeler una carga enemiga como para comenzar una propia. 

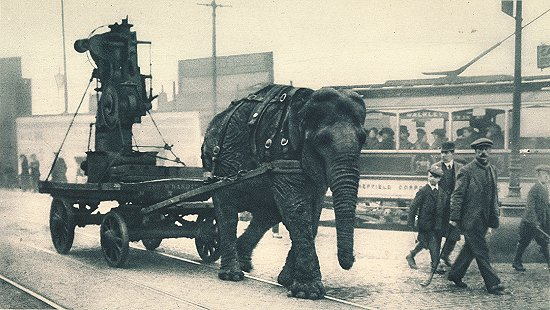
Durante la Primera Guerra Mundial los elefantes trasladaban equipamiento pesado. Este trabajaba en un almacén de munición en Sheffield.

Las cargas de los elefantes pueden llegar a alcanzar una velocidad de 30 km/h y, al contrario que una carga de caballería, no podían ser repelidas fácilmente por la infantería mediante las lanzas. Su poder se basaba en la fuerza bruta: chocar contra las filas enemigas, aplastarlas y voltear a la gente en el aire con los colmillos. Los hombres que no resultaban aplastados, como poco eran golpeados y tenían que retroceder. Además, el terror que inspiraban los elefantes a un enemigo que no estuviese habituado a enfrentarse a ellos (incluso en los disciplinados legionarios romanos) podía llevarlos a una huida desesperada solo con la primera carga. La caballería tampoco estaba a salvo de los elefantes, porque entre los caballos podía cundir el pánico fácilmente, y en mayor medida por la falta de costumbre del caballo al olor del elefante. 
La dura piel del elefante hacía que fuese muy difícil de matar o neutralizar, y su gran altura y masa servía de protección para quienes los montaban. Además de para cargar, los elefantes hacían un papel importante dando protección estable y segura a los arqueros, que podían disparar flechas desde dentro del mismo campo de batalla, pudiendo alcanzar más objetivos. Los soldados que iban subidos en el elefante llevaban arcos y flechas para atacar a la caballería e infantería, así como largas lanzas para el combate cuerpo a cuerpo. Los arqueros, por su parte, fueron evolucionando a otras armas de largo alcance más avanzadas: El Imperio jemer y los reyes de la India utilizaron plataformas gigantes con ballestas para lanzar proyectiles que pudiesen atravesar armaduras y matar a los elefantes enemigos, así como caballería o carros. A finales del siglo XVI también se introdujeron armas de fuego, pero la pólvora acabó haciendo que los grandes y relativamente lentos elefantes fueran quedando obsoletos como armas de batalla.
Sin embargo, los elefantes también tenían tendencia a dejarse llevar por el pánico: tras aguantar una cantidad moderada de heridas o cuando moría su conductor, huían en estampida, causando bajas indiscriminadas por donde fuera que intentasen huir. La estampida podía causar grandes bajas en ambos bandos. Los romanos, por ejemplo, intentaban cortarles las trompas, a sabiendas de que causarían el pánico instantáneo y esperando que el elefante saliese huyendo hacia sus propias filas. También se usaban los hostigadores con jabalinas para hacerles huir, puesto que las jabalinas y armas similares podían volver loco al elefante. Los deportes a caballo nacieron de los regimientos de caballería que entrenaban para incapacitar o hacer huir a los elefantes enemigos [cita requerida].
Los documentos históricos de Sri Lanka relatan que se ataban pesadas cadenas de hierro con bolas de acero a las trompas de los elefantes, y que se les entrenaba para voltearlas de forma amenazante y con gran agilidad. Esta era una medida muy eficaz para mantener a las tropas enemigas a una cierta distancia.
Durante las guerras púnicas, los elefantes de guerra llevaban armaduras pesadas y transportaban encima una torre, llamada howdah, con tres tripulantes: arqueros y/o hombres armados con sarissas (una pica de 6 m de largo). Los elefantes de guerra del bosque, más pequeños que los africanos o asiáticos, no eran tan fuertes como para poder aguantar una torre, y sólo llevaban dos o tres hombres. Aparte de estos, también estaba el conductor (el mahout), normalmente un númida, que era el encargado de manejar al animal. El mahout llevaba asimismo un cincel y un martillo para atravesárselo al animal por la espina dorsal y matarle en el caso de que saliese en estampida. Los elefantes se han comparado en ocasiones a los carros de combate de la Segunda Guerra Mundial, pero sus usos tácticos tienen demasiadas diferencias como para mantener dicha comparación.
Jayantha Jayawardhene, en su Elefante en Sri Lanka (1994), da una visión de que los elefantes no eran algo en lo que se pudiese confiar en una batalla, salvo para intimidar al enemigo. Dice que «se encontró que eran fáciles de asustar y que se alarmaban por sonidos que no fuesen familiares y que por ello eran propensos a romper filas y huir».

## Batallas en las que se emplearon elefantes de guerra
Listado sobre las batallas que involucraron el uso de elefantes de guerra a lo largo de la historia. Se menciona el nombre del combate, fecha, cuál bando los utilizó y el número que se menciona en las fuentes.
- Gaugamela (331 a. C.): Dario III Codomano movilizó unos 15 paquidermos.[8]
- Hidaspes (326 a. C.): el rey indio Poros contaba con 130,[9] 185,[10] o 200[11] bestias. Se menciona que poco antes, otro rey Africes tenía un ejército que incluía 15 paquidermos, pero sus propios hombres lo mataron antes de dar batalla.[12] Los animales quedaron sueltos en los campos.[13]
- Orcinia y Cretópolis (319 a. C.): Antígono Monóftalmos contaba con 30 elefantes en ambas batallas.[14]
- Megalópolis (318 a. C.): Poliperconte contaba con 65 bestias.[15]
- Paraitacene (317 a. C.): Eudamo le aportó a Eumenes 120 bestias.[16] Antígono Monóftalmos tenía 65 paquidermos.[17]
- Gabiana (316 a. C.): Eumenes tenía 114 animales[18] y Antígono Monóftalmos 65.[19]
- Gaza (312 a. C.): Demetrio Poliorcetes tenía 43 elefantes.[20]
- Ipsos (301 a. C.): Antígono y Demetrio contaban con 75 bestias.[21] Seleuco, Lisímaco y Pleistarco contaban con 400[21] a 480.[22]
- Corupedio (281 a. C.): Seleuco probablemente contaba con un modesto, pero desconocido número de bestias.[23]
- Muerte de Ptolomeo Cerauno (280 a. C.): al menos un elefante del que cayó Ptolomeo Cerauno.[24] Anteriormente, Ptolomeo le había entregado a Pirro de Epiro 50 bestias en un acuerdo de paz.[25]
- Heraclea (280 a. C.), Ásculo (279 a. C.) y Benevento (275 a. C.): al inicio de la campaña Pirro tenía 20 elefantes.[26][27]
- Aoo (274 a. C.): un número desconocido de bestias mandadas por Pirro.[28]
- Esparta y Argos (272 a. C.): Pirro contaba con 24 animales.[29]
- Kalinga (261-260 a. C.): Asóka el Grande contaba con 8000[30] a 9000 paquidermos.[31][32] Su enemigo, el rajá Anantha Padmanabhan, tenía 700.[31][32]
- Agrigento (261 a. C.): el general cartaginés Hannón el Viejo mandaba 30,[33] 50,[34] o 60.[35]
- Bagradas (255 a. C.): Jantipo contaba con 100 bestias.[36]
- Palermo (250 a. C.): el general cartaginés Asdrúbal Hannón mandaba 60,[37] 100,[38] 120,[39][40] 130,[41] 140,[42] o 142.[43]
- Útica, Bagradas (240 a. C.) y Sierra (238 a. C.): 100 bestias al mando del cartaginés Hannón el Grande[44] y otros 70 con Amílcar Barca.[45]
- Tajo (220 a. C.): Aníbal Barca tenía 40 bestias.[46]
- Sagunto (219 a. C.): Aníbal contaba con 37 elefantes y con ellos inicia el cruce de los Alpes.[47]
- Trebia (218 a. C.): se estima que Aníbal aún tenía 7 elefantes que sobrevivieron al cruce de los Alpes.[48]
- Rafia (217 a. C.): Ptolomeo IV contaba con 73 paquidermos[49] y Antíoco III el Grande 102.[50]
- Dertosa (215 a. C.): Asdrúbal Barca tenía 21 animales.[51]
- Baecula (208 a. C.) y Metauro (207 a. C.): Asdrúbal tenía 10[52] a 15 bestias.[53]
- Ilipa (206 a. C.): Asdrúbal Giscón y Magón Barca contaba con 32[54] a 36 paquidermos.[55]
- Zama (202 a. C.): Aníbal tenía 80[56] ó un poco más.[57]
- Cinoscéfalas (197 a. C.): Tito Quincio Flaminino tenía 10 bestias.[58]
- Magnesia (191 a. C.): Lucio Cornelio Escipión Asiático tenía 16 animales.[59][60]
- Numancia (134 a. C.): Yugurta trajo 12 elefantes para ayudar a los romanos.[61]
- Mutul (108 a. C.): Yugurta uso varios elefantes de los que 40 murieron y 4 fueron capturados.[62]
- Bagradas (49 a. C.): Juba I tenía 60 bestias.[63]
- Tapso (49 a. C.): Juba I y Quinto Cecilio Metelo Escipión tenían hasta 120 animales.[64][65]
- Amida (359): Sapor II trajo un gran cuerpo de elefantes de guerra indios.[66]
- Avarayr (451): el sah persa Yazdegerd II usó un cuerpo de elefantes de número desconocido.[67]
- Muerte de Peroz I (484): el sah persa Peroz I contaba con 500.[68]
- Arqueópolis (555) y Fasis (555-556): utilizados por los persas para ayudar a defender las ciudades.[69]
- Melitene (576): Cosroes I tenía 24 bestias.[70]
- Puente (634): varios animales, incluyendo uno blanco, usados por los sasánidas.[71]
- Qadisiyya (636): el general persa Rostam Farrokhzād trajo un número incierto de paquidermos: 15 (según al-Jalnus), 18 (Ismail ibn Abi Jalid), 30 (Sayf al-Mujalid al-Shabi) y 33 (según Sayf Said ibn al-Marzuban y Sayf al-Nadr ibn al-Rufayl).[72]
- Navsari (738): por el rey Avanijanashraya Pulakesi de los Chalukyas de Navasarika y Dantidurga de los Rashtrakuta.
- Conquista gaznávida de Corasmia (1017): Mahmud de Gazni reunió un ejército de 500 paquidermos.[73][74]
- Toma de Cremona (1214): por Federico II Hohenstaufen.
- Samarcanda (1220): 12 bestias usadas para intentar defender la ciudad por los jorezmitas.[75][76]
- Ngasaunggyan (1277): los birmanos movilizaron 200 animales.[77]
- Delhi (1398): un gran número usado por las fuerzas del Sultanato de Delhi.[78]
- Angora (1402): Tamerlán tenía 32 bestias.[79]
- Panipat (1526): Ibrahim Lodi tenía 1000 paquidermos.[80]
- Panipat (1556): Hemu, general del Imperio suri, tenía 300 elefantes.[81]
- Chittor (1567-1568): Akbar el Grande contaba inicialmente con 50 paquidermos, que luego aumentaron a 300.[82]
- Colombo (1586): Rajasinha I del Reino de Kandy tenía 2200 paquidermos entrenados para el combate, labores de apoyo o de asedio.[83]
- Jotín (1621): los turcos de Osman II contaban con 4 a 8 bestias, aunque probablemente los usaban para transporte pesado o para aumentar la moral de las tropas; uno murió alcanzado por la artillería enemiga.[84]
- Jayúa (1659): Aurangzeb y Sah Shuya contaban con miles de animales.[85]
- Karnal (1739): Muhammad Sah, emperador mogol, contaba con 2000 bestias.[86]
- Panipat (1761): los marathas de Sadashivrao Bhau despliegan un vasto número de paquidermos.[87]
- Danubyu (1825): el general birmano Maha Bandula contaba con 17 elefantes.[88]
- Guerra franco-china (1884-1885): los vietnamitas despliegan a esas criaturas en combate por última vez.[89]

## Los elefantes de guerra en la cultura popular
- En dos historias de El libro de la selva de Kipling, "Toomai de los elefantes" y "Los servidores de su Majestad", aparecen elefantes de guerra.
- Los animales de guerra que aparecen en El Señor de los Anillos de J. R. R. Tolkien, llamados olifantes o mûmakil, están inspirados en los elefantes de guerra.
- Los elefantes de guerra aparecen también en varios videojuegos, como Age of Empires, Imperivm, Age of Empires II, Age of Empires III The Asian Dynasties, Rise of Nations, Rome: Total War o Civilization III, entre otros.
- Los persas en la película 300 utilizan infructuosamente elefantes de guerra para combatir el ejército espartano.
- En la novela Valentina y el Caballero del Alba de Alberto Villamarín se narra el uso particular de estos animales por los turcos en la batalla decisiva entre las fuerzas comandadas por Valentina y los mahometanos, en medio de la cual ella logra matar a uno, después de saber que es inmortal y congelo a otro con la punta de su lanza. Gracias a esto su ejército obtiene la victoria y los musulmanes se baten en retirada.
- En la saga de libros Canción de hielo y fuego, la Compañía Dorada tiene al menos dos docenas de elefantes de guerra.

### Primaria
- Abu'l-Fadl Bayhaqi. Historia de Bayhaqi. Véase en Morley, William Hook; Lees, William Nassau (1862). The Tār̄ikh-i Baihaki (en árabe). Calcuta: Printed at the College Pres.
- Al-Tabari. Historia de los profetas y reyes. Véase en Friedmann, Yohanan (1992). The History of Al-Tabari: The Battle of Al-Qadisiyyah and the Conquest of Syria and Palestine A.D. 635-637/A.H. 14-15 (en inglés) 12. Nueva York: State University of New York Press. Véase también en Zotenberg, Hermann (1869). Chronique de Abou-Djafar-Moʿhammed-Ben-Djarir-Ben-Yezid Tabari (en francés) II. París: Impr. Impériale.
- Anónimo. De bello Africo (DBA). Digitalizado por UChicago. Basada en traducción latín-inglés por A. G. Way, Loeb Classical Librery, 1955. En latín en The Latin Library.
- Apiano. Guerras hispanas (volumen 6 de la obra Historia Romana). Digitalizado por Livius. Basado en traducción latín-inglés por Horace White, Loeb Classical Library, 1913. Notas de Jona Lendering, 2005.
- Apiano. Guerras sirias (volumen 11 de la obra Historia Romana). Digitalizado por Livius. Basado en traducción latín-inglés por Horace White, notas de Jona Lendering, Loeb Classical Library, 1913. Notas de Jona Lendering, 2005.
- Ata-Malik Juvayni. Historia del conquistador del mundo. En Boyle, John Andrew (1958). The History of the World-Conqueror (en inglés) I. Cambridge: Harvard University Press.
- Cayo Julio César. De bello civili (DBC). Traducción latín-inglés por Arthur George Peskett, 1914, Loeb Classical Library. Digitalizado el libro II en UChicago. Versión en latín en Perseus. Basada en Renatus du Pontet, 1901, Oxford: Oxford University Press. En español en Imperium.
- Cayo Julio Solino. Las maravillas del mundo. Digitalizado en latín por The Latin Library. Basado en C. L. F. Panckoucke editions, París, 1847.
- Diodoro Sículo. Biblioteca histórica. Véase en Oldfather, Charles Henry (1963). Diodorus Siculus. The Library of History (en inglés) 8. Cambridge: Loeb Classical Library.
- Diodoro Sículo. Biblioteca histórica. Véase en Geer, Russel M. (1947). Diodorus Siculus. The Library of History (en inglés) 9. Cambridge: Loeb Classical Library.
- Diodoro Sículo. Biblioteca histórica. Véase en Geer, Russel M. (1954). Diodorus Siculus. The Library of History (en inglés) 10. Cambridge: Loeb Classical Library.
- Diodoro Sículo. Biblioteca histórica. Véase en Walton, F.R. (1957). Diodorus Siculus. The Library of History (en inglés) 11. Cambridge: Loeb Classical Library.
- Flavio Arriano. Anábasis de Alejandro Magno. Véase en Robson, Edgar Iliff; C. C. Dobson (1929). Arrian History Of Alexender And Indica (en inglés) 1. Londres: William Heinemann.
- Gayo Plinio Segundo. Historia natural. Libro 6 digitalizado por UChicago. Basado en edición de Karl Mayhoff, en latín, edición de Teubner, 1909.
- Lucio Aneo Floro. Epítome. Digitalizado por UChicago. Basado en traducción latín-inglés y edición por E. S. Forster, Loeb Classical Library, 1924.
- Marco Juniano Justino. Epítome de las Historias filípicas de Pompeyo Trogo. Libros XVII y XXIV. Digitalizado en Attalus. Basado en traducción latín-inglés por John Selby Watson, Londres: George Bell and Sons, 1886. Véase también versión de Tertullian.
- Megástenes. Índica (fragmentos). En Ancient India as Described by Megasthenes and Arrian. Traducción griego antiguo-inglés y edición por J. W. McCrindle, Calcuta & Bombay: Thacker Spink, 1877, pp. 30-174.
- Memnón de Heraclea Póntica. Historia de Heraclea. Véase en Smith, Andrew (2004). Memnon: History of Heracleia (en inglés). s/i: Attalus.
- Mestrio Plutarco. Vida de Demetrio, parte de Vidas paralelas. Véase en Perrin, Bernadotte (1920a). Plutarch's Lives (en inglés) 9. Cambridge: Loeb Classical Library.
- Mestrio Plutarco. Vida de Pirro, parte de Vidas paralelas. Véase en Perrin, Bernadotte (1920b). Plutarch's Lives (en inglés) 9. Cambridge: Loeb Classical Library.
- Paulo Orosio. Historia contra los paganos. Libro IV. Véase en Fear, Andrew T. (2010). Orosius: Seven Books of History Against the Pagans (en inglés). Liverpool: Liverpool University Press. ISBN 9781846312397. Versión en latín de Attalus, basada en edición de Karl Friedrich Wilhelm Zangemeister, Viena, corregida por Max Bänziger, 1889.
- Quinto Curcio Rufo. Historias de Alejandro Magno de Macedonia. Véase en Vogel, Theodor (1880). Q. Curti Rufi. Historiarum Alexandri Magni Macedonis libri qui supersunt (en latín). Leipzig: B. G. Teubner.
- Rashid-al-Din Hamadani. Compendium de Crónicas. En Arends, Alfred Kárlovich (1946). Сборник летописей (Книга 2) I. Moscú: Institut vostokovedenii︠a︡ (Akademii︠a︡ nauk SSSR).
- Salustio. Guerra de Jugurta. Digitalizado por Perseus. Basado en traducción latín-inglés por John Selby Watson, Londres: Harper & Brothers, 1899.
- Séneca. De la brevedad de la vida. Véase en Williams, Gareth D. (2014). «Seneca. On The Shortness Of Life». Seneca: Hardship and Happiness (en inglés). Chicago: University of Chicago Press. pp. 105-139.
- Tito Livio. Periocas. Véase en Villar Vidal, José Antonio (2008). Tito Livio. Periócas, Periócas de Oxirrinco; Julio Obsecuente. Libro De Los Prodigios. Madrid: Gredos. ISBN 84-249-1696-4. Es un índice y resumen de una edición del siglo IV de su obra Ab Urbe condita (hoy mayormente perdida).

### Moderna
- Bury, John Bagnell (1889). A History of the Later Roman Empire from Arcadius to Irene (en inglés) I. Londres: MacMillan & Co.
- Desai, Walter Sadgun (1961). A Pageant of Burmese History (en inglés). Hyderabad: Orient Longmans.
- Duff, James Grant (1873). History of the Mahrattas (en inglés). Bombay: Published at the Times of India Office.
- Fox, Robin Lane (2004). Alexander the Great (en inglés). Londres: Penguin. ISBN 9780141020761.
- Frye, Richard Nelson (1975). The Cambridge History of Iran: The period from the Arab invasion to the Saljuqs (en inglés). Cambridge: Cambridge University Press.
- Goldsworthy, Adrian (2003). The Fall of Carthage: The Punic Wars 265-146BC (en inglés). Londres: Orion. ISBN 0-304-36642-0.
- Greatrex, Geoffrey (1991). The Roman Eastern Frontier and the Persian wars: 363-630 AD (en inglés) II. Nueva York: Routledge. ISBN 0-415-14687-9.
- Hewsen, R. (1987). «Avarayr». Encyclopædia Iranica (en inglés) III (1).
- Jayewardene, Jayantha (1994). The Elephant in Sri Lanka (en inglés). Colombo: Wildlife Heritage Trust of Sri Lanka. ISBN 9789559567707.
- Keegan, John (1993). A History of Warfare (en inglés). Londres: Pimlico. ISBN 0-679-73082-6.
- Lempière, Nicholas; Walbank, Frank (1988). A History of Macedonia: 336-167 B.C. (en inglés). Oxford: Oxford University Press. ISBN 978-0-19-814815-9.
- Man, John (2007). Kublai Khan: from Xanadu to superpower. Londres: Bantam.
- Manglik, Rohit (2024). Battles That Changed History (en inglés). Locknow: EduGorilla Publication. ISBN 9789366897271.
- Nazim, Muhammad (1931). The Life and Times of Sultan Mahmud of Ghazna (en inglés). Cambridge: Cambridge University Press.
- Nossov, Konstantin (2008). War Elephants (en inglés). Oxford: Osprey. ISBN 9781780966236.
- Paradowski, Michał (2023). The Khotyn Campaign of 1621: Polish, Lithuanian and Cossack Armies versus might of the Ottoman Empire (en inglés). Warwick: Helion and Company. ISBN 9781804514993.
- Ray, Fred Eugene, Jr. (2020). Hellenistic Land Battles 300-167 BCE: A History and Analysis of 130 Engagements (en inglés). Jefferson: McFarland. ISBN 9781476682563.
- Sagar, Krishna Chandra (1992). Foreign Influence on Ancient India (en inglés). Delhi: Northern Book Centre. ISBN 9788172110284.
- Sarkar, Jadunath (1912). History Of Aurangzib (en inglés). Bombay: Orient Longman.
- Sarkar, Jadunath (1925). Nadir Shah In India (en inglés). Calcuta: Naya Prokash.
- Sarkar, Jadunath (1960). Military History of India (en inglés). Hyderabad: Orient Longmans.
- Wise, Terence (2004). Armies of the Carthaginian Wars, 265-146 BC (en inglés). Wellingborough: Osprey Publishing. ISBN 978-0-85045-430-7.